# Championnats d'Afrique juniors d'athlétisme 2023
Navigation
Abidjan 2019 Abeokuta 2025
Les 15es Championnats d'Afrique juniors d'athlétisme se déroulent du 29 avril au 3 mai 2023 à Ndola, en Zambie. Pour la deuxième fois, l'événement est organisé conjointement avec les championnats d'Afrique cadets.

## Résultats juniors

### Hommes
| Épreuves                                   | Or                                                                                        | Argent                                                                                   | Bronze                                                                                            |
| ------------------------------------------ | ----------------------------------------------------------------------------------------- | ---------------------------------------------------------------------------------------- | ------------------------------------------------------------------------------------------------- |
| 100 mètres (Vent : -1,4 m/s)               | Kayinsola Ajayi (NGA) 10 s 51                                                             | Malambo Chongo (ZAM) 10 s 54                                                             | Matthew van Rooyen (RSA) 10 s 55                                                                  |
| 200 metres (Vent : -3,4 m/s)               | Armand van der Walt (RSA) 20 s 82                                                         | Musbau Adebisi (NGA) 20 s 97                                                             | Luqmaan Gabier (RSA) 21 s 34                                                                      |
| 400 mètres                                 | Collen Kebinatshipi (BOT) 44 s 91                                                         | Thomson Mbewe (ZAM) 46 s 08                                                              | Kago Seshoka (BOT) 46 s 23                                                                        |
| 800 mètres                                 | Brian Kiptum Kweyei (KEN) 1 min 48 s 31                                                   | Fithawi Garza (ERI) 1 min 48 s 74                                                        | Ashenafi Gadisa (ETH) 1 min 48 s 87                                                               |
| 1 500 mètres                               | Reynold Cheruiyot (KEN) 3 min 33 s 65                                                     | Ashenafi Gadisa (ETH) 3 min 36 s 98                                                      | Gilbert Kipngetich Rono (KEN) 3 min 37 s 40                                                       |
| 5 000 mètres                               | Dan Kibet (UGA) 13 min 45 s 57                                                            | Ayele Tadesse (ETH) 13 min 45 s 93                                                       | Vincent Kimaiyo (KEN) 13 min 46 s 69                                                              |
| 10 000 mètres                              | Dennis Mutuku (KEN) 30 min 00 s 10                                                        | Amos Kipkurui Langat (KEN) 30 min 01 s 20                                                | Samuel Kibathi Wanjiru (KEN) 30 min 01 s 50                                                       |
| 110 mètres haies (99 cm) (Vent : -1,6 m/s) | Moncif Kherrafi (ALG) 13 s 81                                                             | Vihan Kemp (RSA) 13 s 95                                                                 | Joel Iheakolam (NGA) 14 s 34                                                                      |
| 3 000 mètres steeple                       | Emmanuel Wafula (KEN) 8 min 56 s 91                                                       | Yayeh Amsalu (ETH) 9 min 00 s 24                                                         | Giedoeon Rotich (UGA) 9 min 01 s 21                                                               |
| Relais 4 × 100 mètres                      | Nigeria Kingsley Emeka Unorji Kayinsola Ajayi Musibau Adebisi Nurain Kola Musa 39 s 73    | Afrique du Sud Wihan Kemp Luqmaan Gabier Matthew van Rooijen Armand van der Walt 40 s 16 | Zambie Joseph Daka Malambo Chongo Lukundo Kapambalala Chiluba Julio Kapilikisha 40 s 91           |
| Relais 4 × 400 mètres                      | Botswana Enerst Kumevu Collen Kebinatshipi Keorapetse Oreokame Kago Seshoka 3 min 08 s 14 | Zambie Adonai Mukuka Bwalya Thomson Mbewe Henry Fulumaka Martin Mauluka 3 min 10 s 71    | Afrique du Sud Wiaan Martin Wernich van Rensburg Matthew Burnett Rorisang Rammupudu 3 min 10 s 83 |
| 10 000 mètres marche                       | Misgana Wakuma Fekansa (ETH) 41 min 36 s 64                                               | Oussama Farhat (TUN) 41 min 46 s 79                                                      | Stephen Ndangiri Kihu (KEN) 42 min 01 s 45                                                        |
| Saut en hauteur                            | Brian Raats (RSA) 2,15 m                                                                  | Zyad Amr Sayed Ahmed (EGY) 2,09 m                                                        | Taolo Lesole (BOT) 2,01 m                                                                         |
| Saut à la perche                           | Tamer Ashraf Mohammed (EGY) 5,00 m                                                        | Kareem Mohamed Mahmoud (EGY) 4,80 m                                                      | Tyler Manthe (RSA) 4,60 m                                                                         |
| Saut en longueur                           | Charles Edward Godfred (NGA) 7,86 m                                                       | Asande Mthembu (RSA) 7,78 m                                                              | Zaïd Latif (MAR) 7,77 m                                                                           |
| Triple saut                                | Soumaila Sabo (BUR) 15,74 m                                                               | Joel Iheakolam (NGA) 15,72 m                                                             | Takunda Mhete (ZIM) 15,20 m                                                                       |
| Lancer du poids (6 kg)                     | JL van Rensburg (RSA) 17,76 m                                                             | Rodney Ngezimani (ZIM) 16,50 m                                                           | Danie Strooh (RSA) 14,32 m                                                                        |
| Lancer du disque (1,75 kg)                 | Danie Strooh (RSA) 58,62 m                                                                | JL van Rensburg (RSA) 47,22 m                                                            | Takunda Billiage Mubariki (ZIM) 46,02 m                                                           |
| Lancer du marteau (6 kg)                   | Charl Greyling (RSA) 66,45 m                                                              | Younes Khatal (ALG) 63,46 m                                                              | Adham Mohamed Ibrahim Mohamed Saleh (EGY) 63,35 m                                                 |
| Lancer du javelot                          | Johandre Pienaar (RSA) 66,12 m                                                            | Boris Amakai (CMR) 64,44 m                                                               | Andrew Shabiyemba (ZAM) 59,94 m                                                                   |
| Décathlon                                  | Nour Hossam Mohamed Tharwat Abdelaal Sakr (EGY) 6 600 pts                                 | Youssef Hassan Khalaf Abu Al-Layl (EGY) 6 169 pts                                        | Benhellal Benhellal (ALG) 5 688 pts                                                               |

### Femmes
| Épreuves                           | Or                                                                                                | Argent                                                                                     | Bronze                                                                                |
| ---------------------------------- | ------------------------------------------------------------------------------------------------- | ------------------------------------------------------------------------------------------ | ------------------------------------------------------------------------------------- |
| 100 mètres (Vent : -0,4 m/s)       | Tima Godbless (NGA) 11 s 45                                                                       | Kayla Murray (RSA) 11 s 70                                                                 | Adijatu Rejoice Sule (NGA) 11 s 77                                                    |
| 200 mètres (Vent : -2,4 m/s)       | Tima Godbless (NGA) 23 s 35                                                                       | Georgiana Sesay (SLE) 24 s 30                                                              | Adetutu Funmilayo Aladeloye (NGA) 24 s 33                                             |
| 400 mètres                         | Opeyemi Deborah Oke (NGA) 52 s 67                                                                 | Precious Molepo (RSA) 53 s 14                                                              | Ada Princess Bright (NGA) 54 s 05                                                     |
| 800 mètres                         | Peninah Muthoni Mutisya (KEN) 2 min 03 s 55                                                       | Mitn Ewunete (ETH) 2 min 04 s 14                                                           | Judy Kemunto (KEN) 2 min 04 s 55                                                      |
| 1 500 mètres                       | Wubrist Aschal (ETH) 4 min 37 s 78                                                                | Samrawit Muluget (ETH) 4 min 38 s 63                                                       | Mitn Ewunete (ETH) 4 min 39 s 10                                                      |
| 3 000 mètres                       | Asmarech Anley (ETH) 8 min 56 s 7                                                                 | Yenawa Kefale (ETH) 8 min 57 s 8                                                           | Aynadis Mebrit (ETH) 8 min 58 s 4                                                     |
| 5 000 mètres                       | Wubrist Aschal (ETH) 16 min 43 s 37                                                               | Aynadis Mebrit (ETH) 16 min 44 s 53                                                        | Asmarech Anley (ETH) 16 min 44 s 55                                                   |
| 100 mètres haies (Vent : -2,2 m/s) | Chane Kok (RSA) 14 s 29                                                                           | Natasha Gertenbach (RSA) 14 s 33                                                           | Malak Ayman Rashwan (EGY) 14 s 67                                                     |
| 400 mètres haies                   | Anje Nel (RSA) 58 s 11                                                                            | Sita Sibiri (BUR) 60 s 50                                                                  | Douae Gourinda (MAR) 63 s 83                                                          |
| 3 000 mètres steeple               | Pamela Kosgei (KEN) 10 min 06 s 47                                                                | Phemelo Matshaba (RSA) 13 min 00 s 20                                                      | Non attribuée                                                                         |
| Relais 4 × 100 mètres              | Afrique du Sud Natasha Gertenbach Kayla La Grange Kaylee Le Roux Kayla Murray 45 s 70             | Zambie Blessings Miyambo Ruth Mutale Kabinga Mpande Edna Ngadula 46 s 04                   | Côte d'Ivoire Munetsi Rujeko Priviledge Bower Linnet Zembe Samukeliso Ndebele 47 s 13 |
| Relais 4 × 400 mètres              | Nigeria Ada Princess Bright Queen Usunobun Osaretin Joy Usenbor Opeyemi Deborah Oke 3 min 38 s 64 | Afrique du Sud Jessica van Heerden Anje Nel Michaela Thomsen Precious Molepo 3 min 40 s 07 | Zambie Susan Mwape Emelda Kapunjila Ruth Mutale Cryness Muleya 3 min 46 s 60          |
| 10 000 mètres marche               | Maysaa Boughdir (TUN) 52 min 48 s 64                                                              | Ilhem Mansouri (ALG) 54 min 16 s 42                                                        | Janise Nell (RSA) 58 min 37 s 71                                                      |
| Saut en hauteur                    | Goitseone Joel (BOT) 1,60 m                                                                       | Non attribuée                                                                              | Non attribuée                                                                         |
| Saut à la perche                   | Shannon Purchase (RSA) 3,40 m                                                                     | Shahd Mohamed Fouad Mohamed (EGY) 3,25 m                                                   | Non attribuée                                                                         |
| Saut en longueur                   | Grace Oshiokpu (NGA) 5,85 m                                                                       | Wissal Harkas (ALG) 5,70 m                                                                 | Aya El Aglaoui (MAR) 5,63 m                                                           |
| Triple saut                        | Grace Oshiokpu (NGA) 13,02 m                                                                      | Aya El Aglaoui (MAR) 12,57 m                                                               | Wissal Harkas (ALG) 12,53 m                                                           |
| Lancer du poids                    | Ashley Erasmus (RSA) 16,11 m                                                                      | Tuane Silver (NAM) 14,88 m                                                                 | Norrah Frederick Lemongo Nkoulou (CMR) 14,63 m                                        |
| Lancer du disque                   | Ashley Erasmus (RSA) 50,91 m                                                                      | Tuane Silver (NAM) 44,23 m                                                                 | Norrah Frederick Lemongo Nkoulou (CMR) 38,77 m                                        |
| Lancer du marteau                  | Nada Soliman Abdelnaby (EGY) 53,96 m                                                              | Zmorda Hajji (TUN) 48,12 m                                                                 | Cilethe Julies (RSA) 47,66 m                                                          |
| Lancer du javelot                  | Mwanaamina Mkwayu (TAN) 47,33 m                                                                   | Irene Chepkemboi (KEN) 47,28 m                                                             | Merinda Cronje (RSA) 40,10 m                                                          |
| Heptathlon                         | Malak Ayman Rashwan (EGY) 5 049 pts                                                               | Roline Louw (RSA) 4 570 pts                                                                | Non attribuée                                                                         |